# Carine Gilson
 (février 2025).
Pour les articles homonymes, voir Gilson.
Carine Gilson (née à Bruxelles) est une créatrice de lingerie belge et fondatrice de l’entreprise du même nom. Les ateliers Carine Gilson conçoivent et confectionnent à la main de la lingerie depuis 1990. La créatrice est reconnue pour sa technique particulière d'incrustation de dentelle. Carine Gilson a confectionné le kimono porté par Bérénice Marlohe dans le James Bond Skyfall ainsi que la robe rose portée par Jennifer Garner sur l'affiche de 30 ans sinon rien,.

## Histoire
Après avoir étudié à l'Académie royale des beaux-arts de Bruxelles ainsi qu'à l'Académie royale des beaux-arts d'Anvers, Carine Gilson découvre Maille France, un petit atelier spécialisé dans la création de sous-vêtements pour dames situé à Bruxelles. Carine Gilson reprend l'atelier et se lance dans la confection de lingerie.
En 2004, Carine Gilson ouvre une première boutique à Paris, dans le quartier Saint-Germain-des-Prés. À l'occasion des 20 ans de la marque, une boutique ouvre en 2010 à Bruxelles, suivie d'une autre en 2018,. Carine Gilson ouvre également des boutiques à Londres (2012) et Taipei (2015).
Carine Gilson crée pour le défilé du gala de charité de la Seven Bar Foundation de 2010, à New York. Cinq ans plus tard, la maison présente sa collection dans une défilé photographié par Philippe Graton[source insuffisante]. En 2021, Carine Gilson présente son défilé en Arabie Saoudite, à l'ambassade de Belgique.
En 2016, le Victoria and Albert Museum expose son travail à Londres.

## Livre & Exposition
Pour les 30 ans de la marque Carine Gilson, le Musée Mode & Dentelle de Bruxelles dédie à la créatrice l'exposition Beautiful lace & Carine Gilson, présentant les pièces phares et les secrets de son savoir-faire,. L'exposition rassemble les mood boards et les outils de l'atelier, notamment les techniques d'impression sur soie,,.

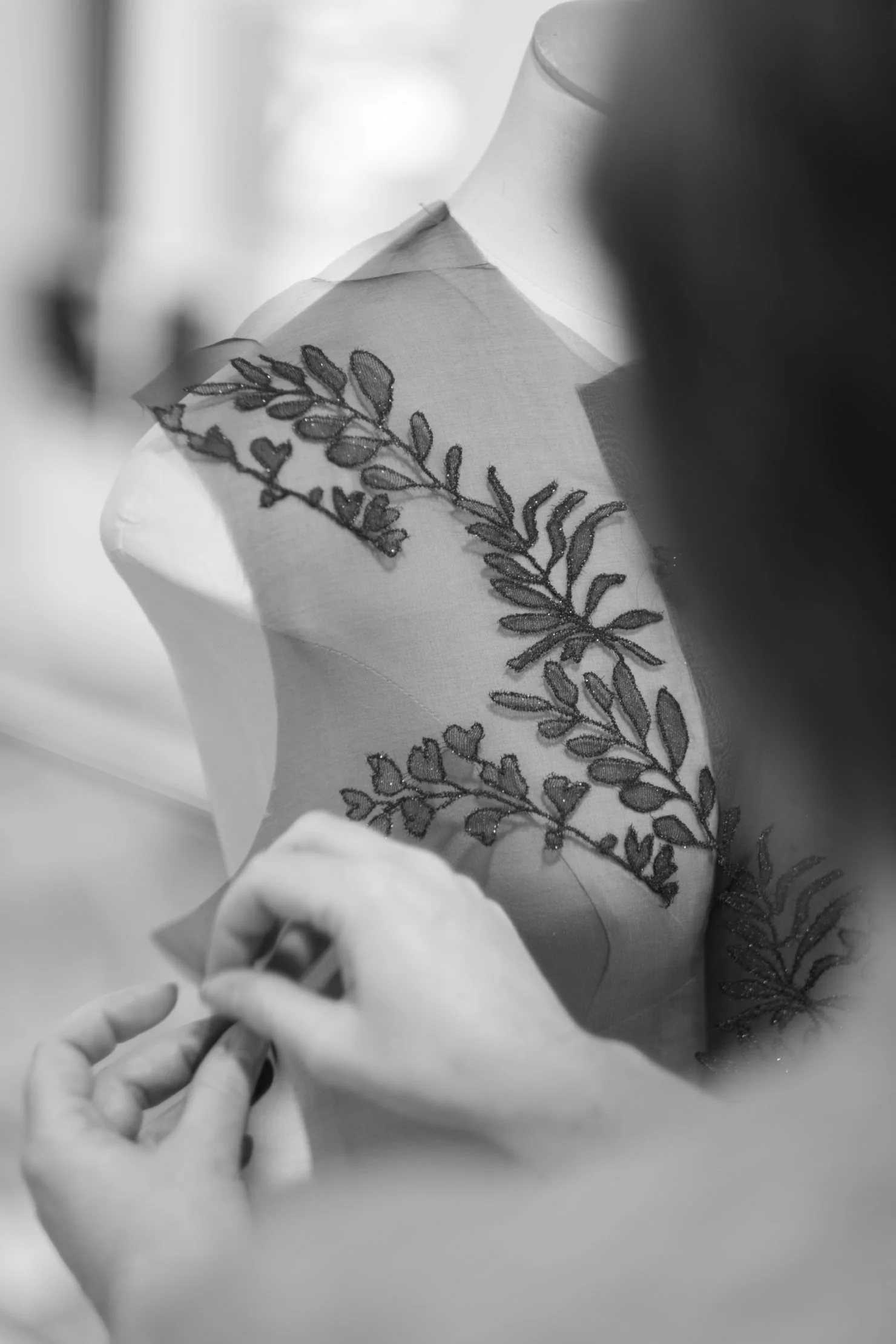
Ateliers de Carine Gilson.

Le livre de Carine Gilson, Garden of Lace, écrit par Karen Van Godtsenhoven est publié en parallèle de l'exposition. Le livre retrace l'histoire de Carine Gilson, illustrée d'archives photos et dessins fait par la créatrice dans son atelier. Van Godtsenhoven qualifie Gilson d'« Alice in the Wonderland of lace and silk » (« Alice au pays des merveilles de la dentelle et de la soie »).

## Célébrités habillées par Carine Gilson
- Angelina Jolie, 2021[20]
- Kristen Stewart, 2019[21]
- Virginie Efira, 2018
- Naomi Campbell, 2018[22]
- Madonna, 2017[23]
- Kate Moss, 2017[24]
- Kate Hudson, 2017
- Naomi Watts, 2016[25]
- Bella Hadid, 2016[26]
- Monica Bellucci, 2015
- Rihanna, 2015[27]
- Charlotte Le Bon, 2015
- Kim Kardashian, 2013[28]
- Carine Roitfield, 2013
- Nicole Kidman, 2012
- Penélope Cruz, 2012
- Beyoncé, 2005[29].